# Willem Meijer (botanicus)
Willem (Wim) Meijer (1923 – 22 oktober 2003) was een Nederlandse botanicus en plantenverzamelaar. De botanische auteurafkorting is "Meijer". Hij was een Research Associate van de Missouri Botanical Garden in St. Louis en een Affiliate Botanist van het Rijksherbarium aan de Universiteit Leiden.

## Achtergrond en opleiding
Meijer werd in 1923 geboren in Den Haag. Hij promoveerde in 1951 aan de Universiteit van Amsterdam. Meijer reisde naar Java en later dat jaar werd hij assistent van het Herbarium Bogoriense te Bogor op het Indonesische eiland Java.

## Vroege carrière
Meijer kwam voor een kort verlof naar Europa, waarna hij terugkeerde naar Indonesië in februari 1955. Daar gaf hij colleges over plantkunde aan de Landbouwfaculteit te Payakumbuh op West-Sumatra. In september 1956 werd Meijer benoemd tot hoogleraar Botanie aan deze instelling. Zijn expertise lag in hepaticologie (studie van levermossen), hoewel hij ook mossen, varens, en zaadplanten bestudeerde.

## Borneo en Amerika
Meijer werd in 1958 gerepatrieerd. Vanaf mei 1959 was hij in dienst van het Forest Department van Noord-Borneo, gestationeerd in Sandakan. Van 1962 tot 1963 maakte hij een reis rond de wereld, waarbij hij herbaria in verschillende landen bezocht. 
Meijer keerde in 1966 weer met verlof terug naar Europa. In 1968 werd hij benoemd tot Visiting Associate Professor (later Associate Professor) aan de University of Kentucky, Lexington. Hij bleef daar tot aan zijn dood op 22 oktober 2003.
- Author citation (botany): Meijer
- International Standard Name Identifier: 0000 0000 6153 8454
- Library of Congress Control Number: no2018016177
- Nederlandse Thesaurus van Auteursnamen: 146375157
- Istituto Centrale per il Catalogo Unico: SBNV015567
- SNAC: w6pd8rjg
- Système universitaire de documentation: 109138872
- Museum of New Zealand Te Papa Tongarewa: 10613
- Virtual International Authority File: 56983795
- WorldCat: E39PBJcwFCVDqgwYBQKbHkrjG3